# Министерство культуры Колумбии
Министерство культуры Колумбии (исп. Ministerio de Cultura de Colombia) — является национальным министерством исполнительного правительства Колумбии, которое отвечает за сохранение, развитие и поощрение роста, свободного выражения и понимания культуры Колумбии во всех её многонациональных формах. В ведении министерства находится Генеральный архив нации.